# ستيفانو لوتشيني
ستيفانو لوتشيني (بالإيطالية: Stefano Lucchini)‏ (مواليد 2 أكتوبر 1980 في بيرغامو - إيطاليا) لاعب كرة قدم إيطالي يلعب حاليا لصالح نادي الدرجة الأولى سامبدوريا الإيطالي منذ 2007 في مركز قلب الدفاع كما يجيد اللعب في مركز الظهير الأيمن والأيسر .

## روابط خارجية
- ستيفانو لوتشيني على موقع الاتحاد الأوربي (الإنجليزية)
- ستيفانو لوتشيني على موقع قاعدة بيانات كرة القدم.إي يو (الإنجليزية)
- ستيفانو لوتشيني على موقع Soccerway.com (الإنجليزية)
- ستيفانو لوتشيني على موقع عالم كرة القدم.نت (الإنجليزية)
- ستيفانو لوتشيني على موقع كووورة
- ستيفانو لوتشيني على موقع AS.com (الإسبانية)